# 邦ちゃんサクちゃんのワンダフルりくえすと ヤマダ・マイ・ハウス
邦ちゃんサクちゃんのワンダフルりくえすと ヤマダ・マイ・ハウス（くにちゃんサクちゃんのワンダフルりくえすと ヤマダ・マイ・ハウス）は、ニッポン放送で1998年3月30日から2001年3月30日まで放送されていたラジオ番組。

## 概要
前番組『加トちゃんのラジオでチャッ!チャッ!チャッ!』が2年で終了したのを受けて、当時毎週土曜日の午後に放送していた『山田邦子 涙の電話リクエスト』を平日午前帯に移動させる形で開始された（『電話リクエスト』の後任は上柳昌彦アナウンサーが担当）。
2001年3月限りで、桜庭がリフレッシュのため夕刊フジ編集部へ転属となり、番組は終了。翌月からは山田のパートナーをニッポン放送アナウンサーの日替わり制にしたうえで『山田邦子ワンダフルモーニング』にリニューアルされた。
2024年7月15日、ニッポン放送開局70周年特別番組『笑顔にナーレ!』内で『あなたとワンダフルリクエスト』と題して、本番組と『あなたとハッピー!』『山田邦子ワンダフルモーニング』を合体・復活した公開生放送が行われた。パーソナリティは山田と垣花正が務めた。

## 放送時間
毎週月 - 金曜日　午前8:30 - 11:00

## パーソナリティ
- 山田邦子[1][2]
- 桜庭亮平（当時・ニッポン放送アナウンサー、現・フジテレビアナウンサー）[2]

## エピソード
- この番組より、従来午前9:00スタートだったニッポン放送平日午前帯のワイド番組は、午前8:30スタートに繰り上がった。
  - また、従来この時間帯の番組に内包されていた『テレフォン人生相談』は単独番組となったため、放送終了も午前11:00に繰り上がった。
- 山田の父親が亡くなった際に、家族から父親逝去の一報が放送開始前に入ったものの、山田は相棒の桜庭や番組スタッフにはこのことを知らせず、当日の番組を無事に務め上げてから父親の元に駆けつけた。桜庭らは当日の放送終了後に本人の口から直接伝えられるまでその事実を全く知らず、翌日の放送でも桜庭が「まさかそんな状況だったとは…」と語るなど驚きと衝撃を隠せないままだった。